# Papaipema lysimachiae
Papaipema lysimachiae là một loài bướm đêm trong họ Noctuidae.